# バケルくん
- 藤子不二雄（連載） > 藤子・F・不二雄（著作） > バケルくん
- 藤子不二雄 > ドラマ > バケルくん

『バケルくん』は藤子不二雄名義で発表されたSF生活ギャグ漫画。藤本弘（のちの藤子・F・不二雄）による単独執筆作品。
1987年には本作を原作とするテレビドラマが放送された。

## 概要
小学生・須方カワルが宇宙人から不思議な人形をもらい、その人形に乗り移って姿を変えることができるようになるという日常SF作品。「バケルくん」はその人形のうちの1つ。人形を手に入れて変身できるようになったカワルの日常生活を描く。
アニメ化はされておらず、コミックスも長く絶版になっていたため、藤子不二雄作品の中では知名度が低い。ただし、『小学四年生』に掲載された「ドラとバケルともうひとつ」の中の一作で、『ドラえもん』てんとう虫コミックス第9巻に収録された「ぼく、桃太郎のなんなのさ」（ドラえもんとの共演作品）が比較的知られている。「ぼく、桃太郎のなんなのさ」は1981年に映画化されたが、この映画はバケルくんの登場しないドラえもん単体の作品として作られており、「バケルくん」に関する部分は設定変更されている。
てんとう虫コミックス（小学館）、藤子不二雄ランド（中央公論社）、ぴっかぴかコミックス（小学館）などから単行本が発行されたが、一部未収録作品があった。藤子・F・不二雄大全集（小学館）で刊行された『バケルくん』では、初めて全作品が収録された。
なお、『まいっちんぐマチコ先生』などの作者えびはら武司によると、「自分がクレーム付けたら書きにくくなったから終わったとのこと」「当時はSNSなどなかったから一番近くにいた自分が意見を言った」などをインタビューで答えている。

## 掲載誌
- 小学館の学年別学習雑誌
  - 『小学二年生』1974年2月号 - 1975年3月号
  - 『小学三年生』1974年4月号 - 1976年3月号
  - 『小学四年生』1975年4月号 - 1976年3月号
- 『コロコロコミック』1977年 - 1978年（再録）
- 『別冊コロコロコミック』1984年7月号 - 10月号

| 掲載号  | 小学二年生               | 小学三年生                 | 小学四年生               |
| ------- | ------------------------ | -------------------------- | ------------------------ |
| 1974-02 | お化けやしき（前編）     | -                          | -                        |
| 1974-03 | お化けやしき（後編）     | -                          | -                        |
| 1974-04 | カワルがバケルに         | みんなの広場をまもれ！     | -                        |
| 1974-05 | 早がわり大いそがし       | 変身人形で大騒動           | -                        |
| 1974-06 | パンダを飼いたい         | ドロボウも頭に来た         | -                        |
| 1974-07 | バケル一家大集合         | ファイターＺ               | -                        |
| 1974-08 | 魔法でチンカラプイ       | ふろ屋で大さわぎ           | -                        |
| 1974-09 | びっくりプール           | カワルを名選手に           | -                        |
| 1974-10 | ママがクマになる         | バケル一家のよけいなおせわ | -                        |
| 1974-11 | さらわれたのはだれ？     | 止まらない止まらない       | -                        |
| 1974-12 | バケルくん、サンタになる | ユメ代さんけっこんして     | -                        |
| 1975-01 | 楽しいお正月             | かげの通り魔               | -                        |
| 1975-02 | 人形もかぜをひく？       | 底なしさいふの謎           | -                        |
| 1975-03 | 透明人形                 | ゴン太、ユメ代に変身       | -                        |
| 1975-04 | -                        | かけもちでお花見           | 二人で散歩を             |
| 1975-05 | -                        | 五百万円のつぼ             | パパとママが離婚する！   |
| 1975-06 | -                        | 子どもはいやだ！！         | ゴン太のガールフレンド   |
| 1975-07 | -                        | バケタ屋開店               | 大まんが家カワル先生     |
| 1975-08 | -                        | 宇宙旅行                   | 一日ゴン太               |
| 1975-09 | -                        | ゆうれいくんがんばって     | ぼく、桃太郎のなんなのさ |
| 1975-10 | -                        | おたがいに大変だ           | カワルが二人に…！？      |
| 1975-11 | -                        | ゴキブリラーメン           | この問題とける？         |
| 1975-12 | -                        | 怪人五十面相               | サンタのおくりもの       |
| 1976-01 | -                        | こまったニャア             | なぐり屋が来た           |
| 1976-02 | -                        | はつゆめに白雪姫を         | お医者人形               |
| 1976-03 | -                        | カワルついに正選手に       | コピー人形               |
| 掲載号  | 別冊コロコロコミック     | 別冊コロコロコミック       | 別冊コロコロコミック     |
| 1984-07 | ゴン太のライバル         | ゴン太のライバル           | ゴン太のライバル         |
| 1984-08 | タレントは大いそがし     | タレントは大いそがし       | タレントは大いそがし     |
| 1984-09 | ユミちゃんとデート       | ユミちゃんとデート         | ユミちゃんとデート       |
| 1984-10 | 二人が同時に生きられたら | 二人が同時に生きられたら   | 二人が同時に生きられたら |

上記表の出典は特筆ない限り『藤子・F・不二雄大全集』の物であり、副題も同書の物で連載時には別の副題がついてたり副題の無い場合がある。

## コミックス
- 小学館 てんとう虫コミックス全2巻　
  - 2巻の後半は初版以降『ジャングル黒べえ』を収録していたが、後にバケルくん未収録作品へ差し替えられた（詳細は当該項目を参照）。それ以降はカバーの作者名義が「藤子・F・不二雄」に変更されているのが見分けるポイントである。これによって2巻の「ジャングル黒べえ」収録版は数千円以上の価格が付けられることが多く、また「藤子・F・不二雄」版も発行部数が少ないため入手が非常に難しい。
- 中央公論社 藤子不二雄ランド全3巻（新バケルくんも収録）
- 小学館 ぴっかぴかコミックス全5巻
- 小学館 藤子・F・不二雄大全集全1巻（全作品収録、解説はえびはら武司）[2]

## あらすじ
ある日、友達と飛行機のラジコンで遊んでいたさえない小学生・カワルは通称「おばけやしき」と呼ばれる薄気味悪い屋敷にラジコンを飛び込ませてしまう。責任を取らされて一人でラジコンを探しに行ったカワルはその屋敷で人形と人間が次々に入れ替わる家族を目撃する。カワルが近くにあった犬の人形を手に取ったところ、自分がその犬に乗り移り自分の体が人形になってしまう。実はこの屋敷にいたのは体を持たない魂だけの宇宙人で、研究のために地球に来ており地球人型の人形に乗り移っていたのだ。宇宙人の目的は研究のみであり、すでに目的を果たしたので自分の星に帰る直前であった。宇宙人はおどかしてしまったおわびとして自分の持つ様々な人形コレクションを屋敷ごとカワルに譲り、UFO型人形に乗り移って帰っていった。以後カワルはバケルくんはじめ様々な姿に変身できるようになる。

## 人形
人形は片手の中に収まるような大きさで、鼻がスイッチになっており、鼻を押すことでカワルに限らず誰でも人形に乗り移ることができる（元の人間は人形になる）。バケルの家族の他にも様々な人や動物の人形も無数に存在し、変身している間はその人形の能力を発揮できる（バケルに変身して運動神経の良さを発揮したり、外国人の人形を使って外国人と会話したり、犬の人形で鋭い嗅覚を発揮したりした）。また、同時に複数の人形の鼻を押すことで複数の人形を同時に動かすことも可能。1人で同時に複数の人形に乗り移った場合、カワルは当初は全ての人形に同じ動きをさせることしかできなかったが、後の猛特訓により、同時変身している複数の人形がそれぞれ別の動きをしたり別のセリフを話すことも可能となった。
こうした変身時には記憶は引き継がれるが、考えが引き継がれるとは限らず「ユメ代が思いついた事がカワルに戻ると分からなくなってしまう」という場面が何度かある他、ユミ子の姿をコピーしたカワル（の分身）が裸になって鏡を見るが欲情しない描写もある。

## 主なキャラクター
須方カワル （すがた かわる）
主人公。力が弱く頭も良くない小学生。宇宙人からもらった人形を使って様々な人・動物などに変身する。下手の横好きで野球を趣味とするが、作中で特訓の成果あって主力打者になっている。カワルがバケルをはじめとする様々な人形を持っていることは誰も知らない。そればかりか、バケルなどバケ田一家は実在人物であると周囲には思われている。周囲からはバケルとは親友同士と思われている。
人形をくれた宇宙人
研究目的で地球に来訪していた魂だけの意識生命体。地球では人形を使って地球人の姿に偽装していた。第1話でカワルに人形を譲り、宇宙へ帰っていった。UFO人形の姿で時々カワルに会いに来る。作中では「人形をくれた宇宙人」と呼ばれるのみで、素性については語られていない（UFO人形は映画『宇宙戦争 (1953年の映画)』のマーシャンウォーマシンがモデル）。
バケ田バケル （ばけた ばける）
宇宙人の人形の1つでカワルが主に使う人形家族・バケ田一家の長男。小柄だが運動神経抜群。
ハートマークの帽子がトレードマーク風呂やプールでも外さないが、これは頭部の一部で帽子の下の部位はなく、外すと切り取ったかのように平らになっている。
バケ田ユメ代 （ばけた ゆめよ）
バケルの姉。頭が良く美人でスタイルもいい。カワルを苛めるゴン太をたびたび袖にする。
頭の良さを生かして「カワルの宿題を片付ける」や「困ったときに作戦を練る」などに使用される。
最初期のみ髪型が異なり耳が隠れているデザインだった。
バケ田バケ左衛門 （ばけた ばけざえもん）
バケルの父。小太りで体を使うことは苦手。いくらでもお金が出てくる不思議な財布を持っている。財布の中は四次元空間に通じているため、いくらでも物が入る。財布の中のお金は決して偽札ではなく、人形をくれた宇宙人が研究資金のために自分の星で採掘した大量のダイヤを地球で売って稼いだ本物のお金であるという。おかげでカワルが小遣いに困ることは全く無く、空き地を地主から買い取ったり、倒産寸前の出版社を建て直したり、北極に不時着した旅客機の乗員・乗客のために非常食や毛布などの物資を大量購入したり、店の商品を買い占めたりすることもあるが、お金は一向に尽きる様子がない。
バケルの母
優しく、家事全般が得意。
一時期、バケタ家がブティックを開業したときには、既製服のリメイクを行い、ユミ子の愛犬が着ていた犬用の服を人間用にリメイクした際には、誤ってノミまで大きくしてしまう。
作中に名前は登場しない（1984年の解説記事にのみ「オボロ」と記載）。
犬
第1話でカワルがはじめて乗り移った人形。バケ田家の犬。とても鼻がきく。カワルが乗り移っているときにはあくまでも犬であるが人間の能力も失わないようで、人間の言葉を話していたり、2足歩行していることもある。
作中に名前は登場しない（1984年の解説記事にのみ「トロン」と記載）。
カワルの父
丸の内の会社に勤める係長。上司に気に入られており、課長昇進も約束されていた（本編で実現はしていない）。家事は苦手。
カワルの母
専業主婦だが、内職をしている。勉強をしないカワルへの小言が多い。
ユミ子
カワルの同級生。周りからはユミちゃんと呼ばれている。バケルのことが好きで、彼の頼みなら絶対に断らない。その一方でカワルに好かれており、カワル→ユミ子→バケルの一方通行になっている。当然だが、バケルがカワルであることには気付いていない。また、ユミ子自身、カワルへの好意はさほど持っておらず「はつゆめに白雪姫を」では自分が白雪姫になった際に相手の王子様がカワルでショックを受けたほど。
ゴン太
ガキ大将。カワルの入っている野球チームの監督で、野球に情熱を燃やす。カワルを虐めることもあるがカワルがラジコン飛行機を無くした際に「お前の責任だから」と単独で取りに行かせる、野球が下手の横好きなカワルを試合に出さないようにする、および彼のミスを怒るなどで藤子漫画のガキ大将としては比較的理不尽なことはしない。
ユメ代のことが好きであり、彼女の言うことなら何でも聞くが野球関係（「カワルをレギュラーに入れろ・試合に出せ」などの要求）だけは譲らない場合もある。父親は不動産屋。
ドラマ版では「大木井」という姓が出てくるが、原作中ではゴン太を含め大半のキャラの姓は不明。
ホー助
第1話から登場する比較的登場回数が多いゴン太の子分。唇をつきだした顔で茶色い髪（同じ顔で髪が黒ベタの少年も時々出てくるが同一人物か不明）の少年。名前は「透明人形」の回で出てくる。
「びっくりプール」の回でカワルとバケルの間に何か関係があると疑ったが、同一人物とは考えもしなかった。
ゴン太の野球チームに入っているが、野球が下手の横好きなカワルが試合に出たがることには迷惑している
木島
糸目で口がとがった少年。登場はさほど多くないが「宇宙旅行」の回で姓が出ている。
「バケ田屋開店」の回で自分の服について「デパートでいつも外国製の生地で仕立ててもらっている」と見栄を張るが、実際は違うらしく格安で服を作ると聞いて自分のデザインでバケルの家に服を作らせてデパート製と称していた。
名前が出る「宇宙旅行」では空飛ぶ円盤や宇宙人の話に懐疑的だったが、本物を見ているカワルが反感を持ち予備の宇宙船とタコ型宇宙人の人形を見せても幻覚と信じないので宇宙に連れて行った結果錯乱状態になり、後日木島がこの体験を話してもだれも信じてもらえないオチになっている。
イジケ
前髪が上の方に跳ね上がっていて唇を突き出したような顔の少年。名前（あだ名？）は「タレントは大いそがし」に出てくる。
これ以外に『オバケのQ太郎』のキザ夫に似た容姿の「口先がとがって眼鏡をかけた小柄な少年」が84年の別冊コロコロ連載作品までゴン太の取り巻きとして準レギュラーで登場するが最後まで名前は不明。

## ドラマ版
『藤子不二雄のバケルくん』（ビデオリリース時『藤子不二雄名作シリーズ4 バケルくん』）。1987年5月4日、フジテレビ系列の月曜ドラマランド枠内でドラマ化された。
しかし、原作でカワルに当たる主人公を女性である畠田理恵が演じたために性別が変更、それによって名前がかわりとなり、他にもバケルが眼鏡をかけていて超能力が使える、須方家が祖父母と同居している、などと様々なオリジナル設定が付け加えられている。
アイキャッチでバケルとトロン（犬）のアニメーションが流され、そのパートが本作唯一のアニメ化となっている。

### スタッフ
- 演出：大黒章弘・鈴木雅之
- 脚本：奥津啓治
- 企画：久保田榮一、大黒章弘
- プロデューサー：石川泰平、塩沢浩二、菅野てつ勇
- 演出補：木下高男
- 制作補：船津浩一
- 制作進行：石井勝浩
- 技術協力：バスク
- アニメーション制作：スタジオぎゃろっぷ
- 制作：フジテレビ、共同テレビ、スタッフ21

### キャスト
- 須方かわり／バケ田バケル（二役）：畠田理恵
- バケ田バケ左衛門：荒井注
- バケ田星子：松金よね子
- バケ田ユメ代：鳥越マリ
- 須方こう平：野々村真
- 須方良一：東八郎
- 須方タマ子：谷啓
- 沢河岸先生：高田純次
- 八代新助：小宮孝泰
- 八代フミ子：白石まるみ
- 泥棒・黒川：ベンガル
- 泥棒・白山：綾田俊樹
- 山下みどり：大塚真美
- 杉下刑事：成田勝
- 姿麗子：宮園純子
- 警察官・今村：石井洋祐
- 小形クニ夫：小田進也（パワーズ）
- 大木井ゴン太：須間一也（パワーズ）
- 沢河岸京子：中村幸子
- 轟裕子：松尾久美子
- 山野洋子：はるな友香
- 黒い影：藤井敏夫
- エキストラ：劇団ひまわり、劇団いろは、コスミック
- アクション：橋本春彦
- 振り付：池田和也

### 主題歌
- エンディングテーマ：畠田理恵「ソノ気にさせて」（作詞：文園千津子、作曲：鈴木慶一、編曲：かしぶち哲郎）
- 挿入歌：畠田理恵「ココだけの話〜オフレコ〜」